# 牤牛河 (吉林省)
牤牛河是位于中华人民共和国吉林省中部的河流，发源于蛟河市西部天岗镇吉林哈达岭生菜顶子山西侧，蜿蜒向北至七道河村转西流，过永胜村进入吉林市龙潭区境内，过江密峰镇，至江北乡唐王村西南入松花江。河长78.4千米，流域面积874平方千米，河道平均比降2.7‰。年均径流量1.59亿立方米。